# Noel Beresford-Peirse
Noel Beresford-Peirse, ps. BP (ur. 22 grudnia 1887 w Irlandii, zm. 14 stycznia 1953 w Salisbury) – brytyjski wojskowy, generał porucznik, żołnierz obu wojen światowych.

## Tło rodzinne
Był synem pułkownika Williama Johna de la Poer Beresford-Peirse’a i Mary, córki Thomasa Chambersa z Aberfoyle w hrabstwie Londonderry. Uczył się w Wellington College w Berkshire oraz w Królewskiej Akademii Wojskowej w Woolwich i został powołany do Królewskiej Artylerii.
Był trzykrotnie żonaty. Pierwsze małżeństwo zawarł w 1912 roku z Hazel Marjorie, córką J.A. Cochrane, pochodzącą z Australii. Małżeństwo zakończyło się rozwodem w 1924 r. Drugi związek małżeński został zawarty w 1925 r. z Jean, jedynym dzieckiem lekarza wojskowego, chirurga-kapitana R.D. Jamesona. Jean zmarła rok po ślubie. W 1929 r. Beresford-Peirse ożenił się z Katharine Camilla, córką pułkownika Jamesa Morrisa Colquhouna Colvina. Wszystkie trzy małżeństwa były bezdzietne.

## Kariera wojskowa
Został wcielony do Królewskiej Artylerii w 1907 roku. Służył w czasie I wojny światowej w Egipcie w 1914 roku, potem w Mezopotamii i znów w Egipcie, a wreszcie we Francji i w Belgii. Został wymieniony w sprawozdaniach (Mentioned in Despatches) i odznaczony Orderem Wybitnej Służby w 1918 roku. Po zakończeniu Wielkiej Wojny i ukończeniu kursu w Staff College w Camberley w latach 1924–1925, do 1929 roku pełnił szereg funkcji w Królewskiej Artylerii we Francji i Wielkiej Brytanii. Na Wyspach Brytyjskich piastował stanowiska kadrowe i administracyjne do 1935 r. W 1937 r. został oddelegowany do Indii do „zadań specjalnych”, a następnie przez dwa lata pracował jako instruktor w Szkole Wyższych Oficerów w Belgaum w Indiach. Był brygadierem w Królewskiej Artylerii, Dowództwie Indii Południowych oraz adiutantem króla Jerzego VI w latach 1939–1940.
Na początku II wojny światowej był dowódcą artylerii indyjskiej 4 Dywizji Piechoty, która wówczas stacjonowała w Egipcie. Do dowodzenia całą dywizją awansował w sierpniu 1940 r. i kierował nią w czasie walk w Afryce Północnej (operacja Compass) i w Sudanie (kampania wschodnioafrykańska).
W marcu 1941 r. został Rycerzem Orderu Imperium Brytyjskiego, a 14 kwietnia 1941 r. otrzymał dowództwo nad Western Desert Force (później przemianowaną na XIII Korpus), którą kierował w toku dwóch operacji mających na celu odblokowanie Tobruku (Brevity i Battleaxe). Następnie dowodził całością sił brytyjskich w Sudanie od października 1941 r. do kwietnia 1942 r., kiedy to objął dowództwo indyjskiego XV Korpusu, a następnie od czerwca 1942 r. do 31 marca 1945 r. kierował Armią Południową w Indiach.
Przeszedł na emeryturę 13 czerwca 1947 r., po czym wstąpił do regularnej rezerwy oficerskiej armii i zmarł w 1953 r.